# Mareen Hufe
Mareen Hufe (* 26. April 1978 in Wesel) ist eine ehemalige deutsche Triathletin. Sie wird in der Bestenliste deutscher Triathletinnen auf der Ironman-Distanz sowie bei den Ironman Hawaii Altersklassenrekorden geführt.

## Werdegang
Mareen Hufe studierte bis 2006 an der University of Portsmouth an der Südküste Englands und der Fachhochschule Münster. Seitdem arbeitet sie bei Altana im Vertriebscontrolling und lebt in Wesel.

### Erste Triathlon-Langdistanz 2007
Bei der Challenge Roth startete sie im Juni 2007 erstmals auf der Triathlon-Langdistanz (3,86 km Schwimmen, 180 km Radfahren und 42,195 km Laufen) und im Juli 2010 wurde sie wiederum in Roth Deutsche Vizemeisterin auf der Langdistanz. Im Oktober 2011 konnte sie bei den Ironman World Championships ihre Altersklasse (W30) gewinnen.

### Triathlon-Profi seit 2012
2012 reduzierte sie ihr Beschäftigungsverhältnis bei ihrem Arbeitgeber Altana und startet seitdem als Profi. Bei ihrem ersten Start als Profi-Athletin wurde sie im März 2013 als beste Deutsche Zwölfte beim Ironman Melbourne.
Beim Ironman Copenhagen wurde sie im August 2014 Dritte und verpasste damit knapp die Qualifikation für einen Startplatz beim Ironman Hawaii. Im 2014 wurde sie beim Ironman Western Australia Zweite und erzielte eine neue persönliche Bestzeit auf der Langdistanz. 2015 konnte sie sich zum fünften Mal für einen Startplatz beim Ironman Hawaii im Oktober qualifizieren und sie belegte bei dem Rennen als drittbeste Deutsche den 24. Rang. Im Dezember wurde sie zum dritten Mal in Folge Zweite beim Ironman Western Australia.
Im Mai 2016 wurde sie Zweite im Ironman Brasil. Beim Ironman Western Australia im Dezember wurde sie zum vierten Mal in Folge Zweite und erzielte mit 8:57:35 Stunden eine neue persönliche Ironman-Bestzeit. Mit dieser Zeit trug sie sich auch an neunter Stelle in der Bestenliste deutscher Triathletinnen auf der Ironman-Distanz ein.

### Elfter Rang Ironman Hawaii 2017
Im September 2017 konnte sie in Köln über die Mitteldistanz den Cologne 226 Half für sich entscheiden. Im Oktober erzielte die 39-Jährige mit dem elften Rang bei ihrem sechsten Start im Ironman Hawaii ihre hier bislang beste Platzierung. Im November 2017 konnte sie auf der Insel Langkawi ihren Erfolg aus dem Vorjahr wiederholen und wurde erneut Zweite beim Ironman Malaysia.
Im Juli 2018 konnte sie Ironman Austria und damit ihr erstes Ironman-Rennen für sich entscheiden. Beim Ironman Hawaii belegte sie im Oktober als zweitbeste Deutsche den 13. Rang. Im November gewann sie mit dem Ironman Malaysia ihr zweites Ironman-Rennen und qualifizierte sich erneut für die Ironman World Championships 2019. Im April 2019 wurde die damals 40-Jährige Zehnte beim Ironman South Africa. Im August 2020 gewann sie den KnappenMan Triathlon im Lausitzer Seenland über die Mitteldistanz.

Sie kündigte im Januar 2022 an, ihre Profi-Karriere in diesem Jahr beenden zu wollen.
Mareen Hufe wurde von Ute Mückel trainiert und startete für den Verein Triminators TV Voerde.

## Sportliche Erfolge
| Datum/Jahr    | Rang | Wettbewerb                      | Austragungsort | Zeit     | Bemerkung |
| ------------- | ---- | ------------------------------- | -------------- | -------- | --- |
| 5. Sep. 2020  | 8    | Ironman 70.3 Tallinn            | Tallinn        | 05:05:18 | |
| 30. Aug. 2020 | 1    | KnappenMan                      | Lohsa          | 04:17:27 | Siegerin über die Mitteldistanz am Dreiweiberner See                                                         |
| 2. Sep. 2018  | 1    | Cologne 226 Half                | Köln           | 04:39:06 | Siegerin über die Mitteldistanz                                                                              |
| 24. Juni 2018 | 1    | Indeland Triathlon              | Indeland       | 04:12:48 | Siegerin über die Mitteldistanz                                                                              |
| 17. Juni 2018 | 4    | Ironman 70.3 Luxembourg         | Remich         | 04:24:29 | |
| 10. Juni 2018 | 1    | Aasee-Triathlon                 | Bocholt        | 04:10:40 | Siegerin auf der Mitteldistanz                                                                               |
| 3. Sep. 2017  | 1    | Cologne 226 Half                | Köln           | 04:20:38 | Siegerin über die Mitteldistanz                                                                              |
| 9. Juli 2017  | 3    | Ostseeman Damp 113              | Damp           | 04:19:07 | Dritte bei der Erstaustragung (1,9 km Schwimmen, 90 km Radfahren und 21,1 km Laufen)                         |
| 13. Mai 2017  | 10   | Ironman 70.3 Mallorca           | Alcúdia        | 04:53:30 | |
| 27. Jan. 2017 | 13   | Ironman 70.3 Dubai              | Dubai          | 04:21:56 | |
| 19. Juni 2016 | 2    | Indeland Triathlon              | Indeland       | 04:22:31 | Zweite auf der Mitteldistanz bei der neunten Austragung (1,9 km Schwimmen, 88 km Radfahren und 20 km Laufen) |
| 12. Juni 2016 | 1    | Aasee-Triathlon                 | Bocholt        |          | Siegerin auf der Mitteldistanz                                                                               |
| 8. Nov. 2015  | 13   | Ironman 70.3 Mandurah           | Mandurah       | 04:44:25 | |
| 30. Aug. 2015 | 22   | Ironman 70.3 World Championship | Zell am See    | 04:49:13 | |
| 16. Nov. 2014 | 3    | Ironman 70.3 Ballarat           | Ballarat       | 04:29:47 | Dritte bei der Erstaustragung                                                                                |
| 9. Nov. 2014  | 7    | Ironman 70.3 Mandurah           | Mandurah       | 04:14:49 | |
| 10. Mai 2014  | 28   | Ironman 70.3 Mallorca           | Alcúdia        | 05:01:41 | |
| 25. Aug. 2013 | 2    | ICAN Germany                    | Nordhausen     | 04:27:17 | Zweite bei der Erstaustragung der spanischen ICAN-Triathlonserie in Deutschland – hinter Katja Konschak      |
| 16. Juni 2013 | 1    | Aasee-Triathlon                 | Bocholt        |          | Siegerin auf der Mitteldistanz                                                                               |
| 12. Mai 2012  | 8    | Ironman 70.3 Mallorca           | Alcúdia        | 04:57    | [ 5 ] |
| 11. Sep. 2011 | 2    | Nibelungen-Triathlon            | Xanten         |          | |
| 2011          | 1    | Aasee-Triathlon                 | Bocholt        |          | |
| 2010          | 1    | Aasee-Triathlon                 | Bocholt        |          | |

| Datum/Jahr    | Rang | Wettbewerb                | Austragungsort | Zeit                        | Bemerkung                                                                                                  |
| ------------- | ---- | ------------------------- | -------------- | --------------------------- | --- |
| 7. Apr. 2019  | 10   | Ironman South Africa      | Port Elizabeth | 09:27:54                    | verkürzte Schwimmdistanz                                                                                   |
| 17. Nov. 2018 | 1    | Ironman Malaysia          | Langkawi       | 09:25:22                    | mit 30 Minuten Vorsprung auf die Zweitplatzierte Simona Křivánková                                         |
| 13. Okt. 2018 | 13   | Ironman Hawaii            | Hawaii         | 09:06:35                    | zweitbeste Deutsche hinter der drittplatzierten Anne Haug                                                  |
| 1. Juli 2018  | 1    | Ironman Austria           | Klagenfurt     | 09:00:32                    | 4:47:26 h für die Raddistanz                                                                               |
| 3. Dez. 2017  | 6    | Ironman Western Australia | Busselton      | 08:29:51                    | verkürzter Kurs ohne das Schwimmen als Duathlon                                                            |
| 11. Nov. 2017 | 2    | Ironman Malaysia          | Langkawi       | 09:27:22                    | |
| 14. Okt. 2017 | 11   | Ironman Hawaii            | Hawaii         | 09:23:11                    | |
| 28. Mai 2017  | 6    | Ironman Brasil            | Florianópolis  | 09:01:44                    | |
| 4. Dez. 2016  | 2    | Ironman Western Australia | Busselton      | 08:57:35                    | zweiter Rang, zum vierten Mal in Folge – mit persönlicher Ironman-Bestzeit                                 |
| 12. Nov. 2016 | 2    | Ironman Malaysia          | Langkawi       | Zweite hinter Diana Riesler | |
| 4. Sep. 2016  | 1    | Cologne Hawaii-Special    | Köln           | 07:08:03                    | Siegerin auf der Langdistanz (3,8 km Schwimmen, 180 km Radfahren und 14 km Laufen)                         |
| 29. Mai 2016  | 2    | Ironman Brasil            | Florianópolis  | 09:09:36                    | |
| 5. März 2016  | 7    | Ironman New Zealand       | Taupō          | 09:16:53                    | [ 8 ] |
| 6. Dez. 2015  | 2    | Ironman Western Australia | Busselton      | 09:09:16                    | |
| 10. Okt. 2015 | 24   | Ironman Hawaii            | Hawaii         | 10:05:01                    | drittbeste Deutsche hinter Britta Martin und Katrin Esefeld – mit der zweitschnellsten Radzeit (4:59:15 h) |
| 19. Juli 2015 | 3    | Ironman Switzerland       | Zürich         | 09:35:26                    | hinter Beth Gerdes und Mary Beth Ellis                                                                     |
| 31. Mai 2015  | 24   | Ironman Brasil            | Florianópolis  | 09:14:50                    | |
| 22. März 2015 | 11   | Ironman Melbourne         | Melbourne      | 09:24:33                    | |
| 7. März 2015  | DNS  | Ironman New Zealand       | Taupō          | –                           | [ 9 ] |
| 7. Dez. 2014  | 2    | Ironman Western Australia | Busselton      | 09:00:21                    | Zweite hinter der für Neuseeland startenden Deutschen Britta Martin                                        |
| 24. Aug. 2014 | 3    | Ironman Copenhagen        | Kopenhagen     | 09:25:18                    | Dritte hinter der Schweizer Siegerin Daniela Ryf                                                           |
| 6. Juli 2014  | DNF  | Ironman Germany           | Frankfurt      | –                           | Rennabbruch auf der Laufstrecke                                                                            |
| 23. März 2014 | 7    | Ironman Melbourne         | Melbourne      | 09:21:40                    | |
| 1. März 2014  | 9    | Ironman New Zealand       | Taupō          | 09:55:30                    | |
| 8. Dez. 2013  | 2    | Ironman Western Australia | Busselton      | 09:07:59                    | |
| 2. Nov. 2013  | 5    | Ironman Florida           | Panama City    | 09:03:15                    | |
| 12. Okt. 2013 | DNF  | Ironman Hawaii            | Hawaii         | –                           | Rennabbruch nach zwei Radpannen                                                                            |
| 7. Juli 2013  | 7    | Ironman Germany           | Frankfurt      | 09:12:24                    | Ironman European Championship                                                                              |
| 17. März 2013 | 4    | Ironman Los Cabos         | Los Cabos      | 09:40:50                    | hinter Erika Csomor, Michelle Vesterby und Lisa Ribes                                                      |
| 25. März 2012 | 12   | Ironman Melbourne         | Melbourne      | 09:42:47                    | als beste Deutsche – beim ersten Start als Profi                                                           |
| 8. Okt. 2011  | 17   | Ironman Hawaii            | Hawaii         | 09:37:09                    | Siegerin Altersklasse 30–34 bei der Ironman World Championship                                             |
| 18. Juli 2010 | 7    | Challenge Roth            | Roth           | 09:44:32                    | Deutsche Vizemeisterin auf der Langdistanz                                                                 |
| 10. Okt. 2009 | 30   | Ironman Hawaii            | Hawaii         | 10:06:45                    | als viertbeste Deutsche                                                                                    |
| 5. Juli 2009  | 7    | Ironman Germany           | Frankfurt      | 09:41:09                    | als beste Amateurin bei der Ironman European Championship                                                  |
| 11. Okt. 2008 | 52   | Ironman Hawaii            | Hawaii         | 10:30:41                    | als beste deutsche Amateurin und drittbeste Deutsche insgesamt (hinter Sandra Wallenhorst und Meike Krebs) |
| 13. Juli 2008 | 12   | Ironman Switzerland       | Zürich         | 10:10:46                    | erfolgreiche Qualifikation für einen Startplatz beim Ironman Hawaii                                        |
| 2. Sep. 2007  | 6    | Cologne 226               | Köln           | 10:36:50                    | Triathlon über die Ironman-Distanz                                                                         |
| 24. Juni 2007 | 40   | Challenge Roth            | Roth           | 10:59:04                    | erster Start auf der Langdistanz                                                                           |

| Datum/Jahr   | Rang | Wettbewerb        | Austragungsort | Distanz  | Zeit     | Bemerkung                       |
| ------------ | ---- | ----------------- | -------------- | -------- | -------- | ------------------------------- |
| 9. Jan. 2011 | 1    | Kevelaer-Marathon | Kevelaer       | Marathon | 03:18:42 | Siegerin der neunten Austragung |

(DNF – Did Not Finish; DNS – Did Not Start)